# Pedro Donoso Velasco
Pedro Donoso Velasco (Santiago, 26 de febrero de 1944-8 de septiembre de 2001) fue un Maestro FIDE de ajedrez chileno.

## Resultados destacados en competición
Fue tres veces ganador del Campeonato de ajedrez de Chile en los años 1970, 1977 y 1978.
Participó representando a Chile en cuatro Olimpíadas de ajedrez en los años 1974 en Niza, 1976 en Haifa, 1978 en Buenos Aires y 1980 en La Valleta.